# Léon de Tinseau

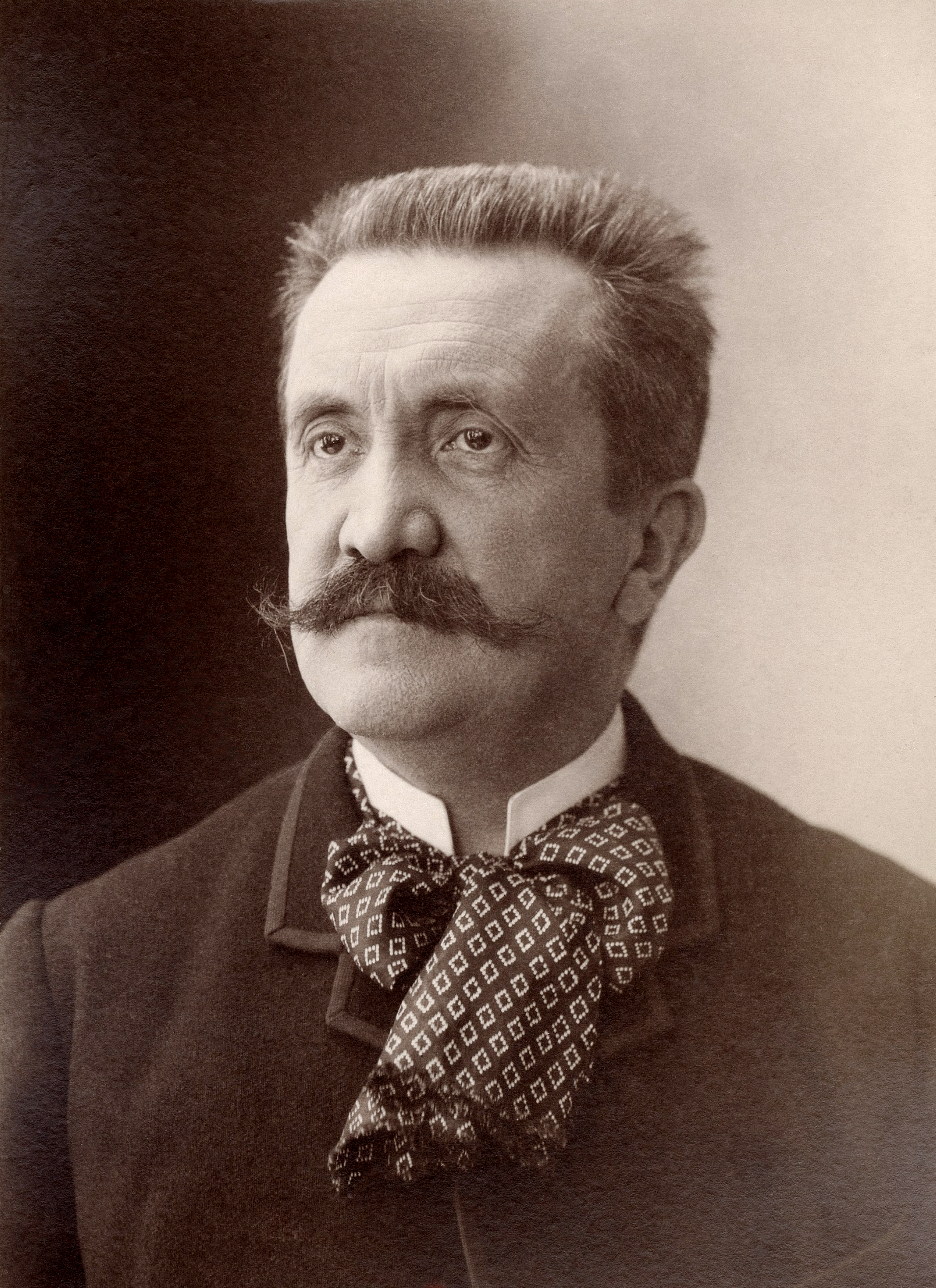
Léon de Tinseau (um 1880)

Antoine Joseph Léon de Tinseau (* 30. April 1844 in Autun, Département Saône-et-Loire; † 1921 in Paris) war ein französischer Verwaltungsbeamter, Journalist Feuilletonist und Schriftsteller.

## Leben und Wirken
Tinseau entstammte einer alten Adelsfamilie, ein entfernter Verwandter war der Mathematiker Charles-d’Amondans de Tinseau (1748–1822). Nach seiner Erziehung durch Hauslehrer bekam er unter Napoleon III. (→Zweites Kaiserreich) eine Anstellung in der Staatsverwaltung. Den Höhepunkt dieser Karriere war 1878 Tinseaus Berufung zum Sous-Préfet von Mortain (Département Manche); im darauffolgenden Jahr wechselte er in gleicher Position nach Châteaudun (Département Eure-et-Loir).
Aus dieser Zeit stammen auch seine ersten literarischen Versuche. Als seine ersten Veröffentlichungen vom Publikum begeistert aufgenommen wurden, gab Tinseau seinen Brotberuf auf und ließ sich in Paris nieder. Dort wurde er bald schon Mitglied mehrerer literarischer Zirkel und regelmäßiger Besucher verschiedener literarischer Salons.
Parallel dazu wurde Tinseau als freier Mitarbeiter verschiedener Zeitungen und Zeitschriften, wie Le Correspondant, L’Illustration, La Nouvelle Revue u. a. hoch geschätzt und gern gelesen.

## Ehrungen
- 27. Mai 1897 Chevalier der Ehrenlegion

## Werke (Auswahl)
- Le port d’attache. Paris 1905.
  - deutsch: Der Ausgangshafen. Scherl, Berlin 1911.
- Au coin d'une dot. Paris 1907.
  - deutsch: Der Mitgiftjäger. Roman. Verlag des Deutschen Hauses, Leipzig 1908.
- Bouche close. Paris 1890.
  - deutsch: Versiegelte Lippen. Engelhorn, Stuttgart 1891 (2 Bde.)
- Dette oubliée. Paris 1895.
  - deutsch: Vergessene Pflicht. Roman. Engelhorn, Stuttgart 1897.
- Alain de Kerisel. Paris 1888.
  - deutsch: Eine Sirene. Roman. Engelhorn, Stuttgart 1889.
- Les péchés des autres. Paris 1898.
  - deutsch: Durch fremde Schuld. Roman. Engelhorn, Stuttgart 1900.
- Madame Villeféron jeune. Paris 1890.
  - deutsch Auf steinigen Pfaden. Roman. Engelhorn, Stuttgart 1893.
- Le meilleure part. Paris 1885.
  - deutsch: Das beste Teil. Roman. Engelhorn, Stuttgart 1887.
- Auf der Schwelle. Roman. Wien, Leipzig, ohne Jahresangabe. Verlag Teschen Illustrierte Bibliothek Prochaska. Übersetzung v. Adolph Schulze. Ohne Angabe des frz. Originaltitels.